# František Josef Heissler
František Josef hrabě Heissler z Heitersheimu († 12. července 1753) byl německý šlechtic usazený na Moravě, kde se prosadil v zemské správě a nakonec byl moravským zemským hejtmanem (1748–1753). Zemřel jako poslední člen svého rodu a moravské statky prodal ještě před smrtí.

## Původ a mládí
Byl starším synem polního maršála Donáta Heisslera z Heitersheimu (1648–1696), který se vyznamenal v tureckých válkách a zemřel v Uhrách na následky zranění. František Josef po něm zdědil statky na Moravě (Uherčice, Písečné), v Uhrách (Ráckeve) a domy v Brně a ve Vídni. Po dobu jeho nezletilosti spravovala majetek matka Barbara Marie, rozená z Rottalu, která jeho část prodala. Po dosažení zletilosti převzal Uherčice, kde pokračoval v umělecké výzdobě započaté otcem, v letech 1702–1718 navíc vlastnil nedaleké Chvalkovice.

## Kariéra na Moravě
Uplatnil se v moravské zemské správě a od roku 1730 byl přísedícím zemského práva a v letech 1738–1748 byl na Moravě nejvyšším zemským sudím. Mezitím dosáhl také čestných hodností císařského komořího a tajného rady. Kariéru završil jako moravský zemský hejtman (1748–1753). V této funkci v roce 1748 na moravském zemském sněmu prosadil obrovské daňové zatížení země na deset let dopředu (1 800 000 zlatých ročně; tzv. decenální reces), podílel se také na reformách politické správy Marie Terezie. Jako moravský zemský hejtman byl iniciátorem stavby císařské silnice z Vídně do Prahy a přesně v její polovině v Rančířově u Jihlavy nechal postavit sochu sv. Josefa. Byl též mecenášem katolické církve a pro kostel sv. Antonína Paduánského v Dačicích nechal na vlastní náklady pořídit dva oltáře, na oltáři sv. Josefa je umístěn rodový erb Heisslerů. Finančně i naturáliemi podporoval také klášter ve Vratěníně.

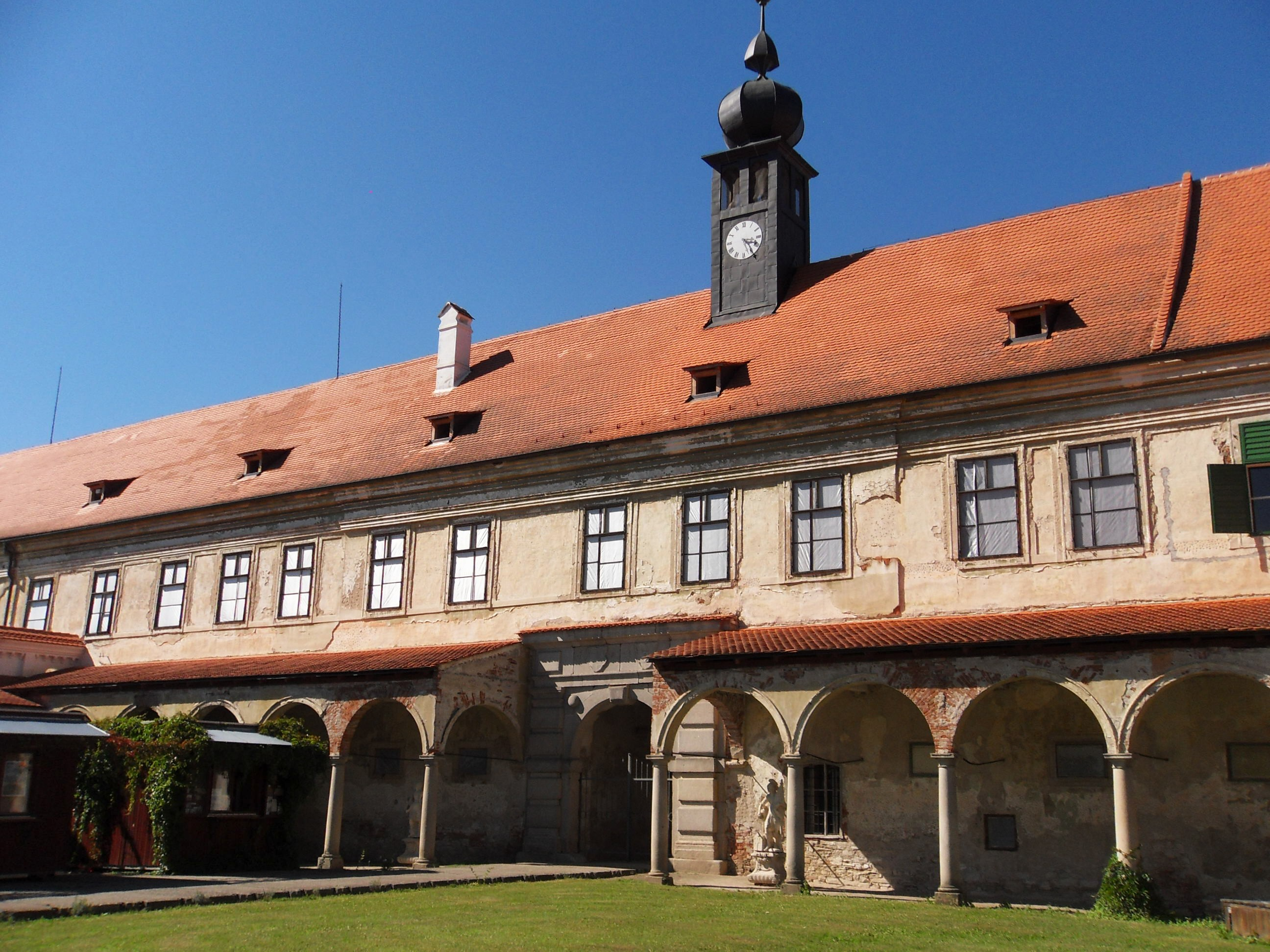
Zámek Uherčice, sídlo Heisslerů v 17.–18. století

## Rodina
Oženil se v Praze 29. května 1713 s hraběnkou Marií Annou Vratislavovou z Mitrovic (1691–1759), sestrou významného diplomata Františka Karla Vratislava z Mitrovic. Z jejich manželství pocházely čtyři dcery, ale žádný mužský potomek. Nejstarší dcera Marie Terezie byla manželkou hraběte Maxmiliána Mitrovského z Nemyšle, další dcery se provdaly za francouzské důstojníky ve službách habsburské monarchie. Po smrti mladšího bratra Bernarda prodal František Josef statky na Moravě (1731) a zemřel jako poslední mužský potomek rodu. Manžel Marie Judity Heisslerové, generálmajor Jean-Baptiste de Joyeuse (1699-1765), požádal o šlechtický titul v habsburské monarchii, mimo jiné s odkazem na příbuzenskou vazbu k vymřelému rodu Heisslerů. V roce 1754 získal titul hraběte i inkolát na Moravě.